# Claverie (enseigne)
Claverie est une fabrique et une enseigne de corsets créées par Auguste Claverie au XIXe siècle. Son siège social d'origine fondé en 1860, situé au 234 rue du Faubourg-Saint-Martin à Paris, est inscrit à l'inventaire des Monuments historiques depuis 2011.

## La fabrique de corsets

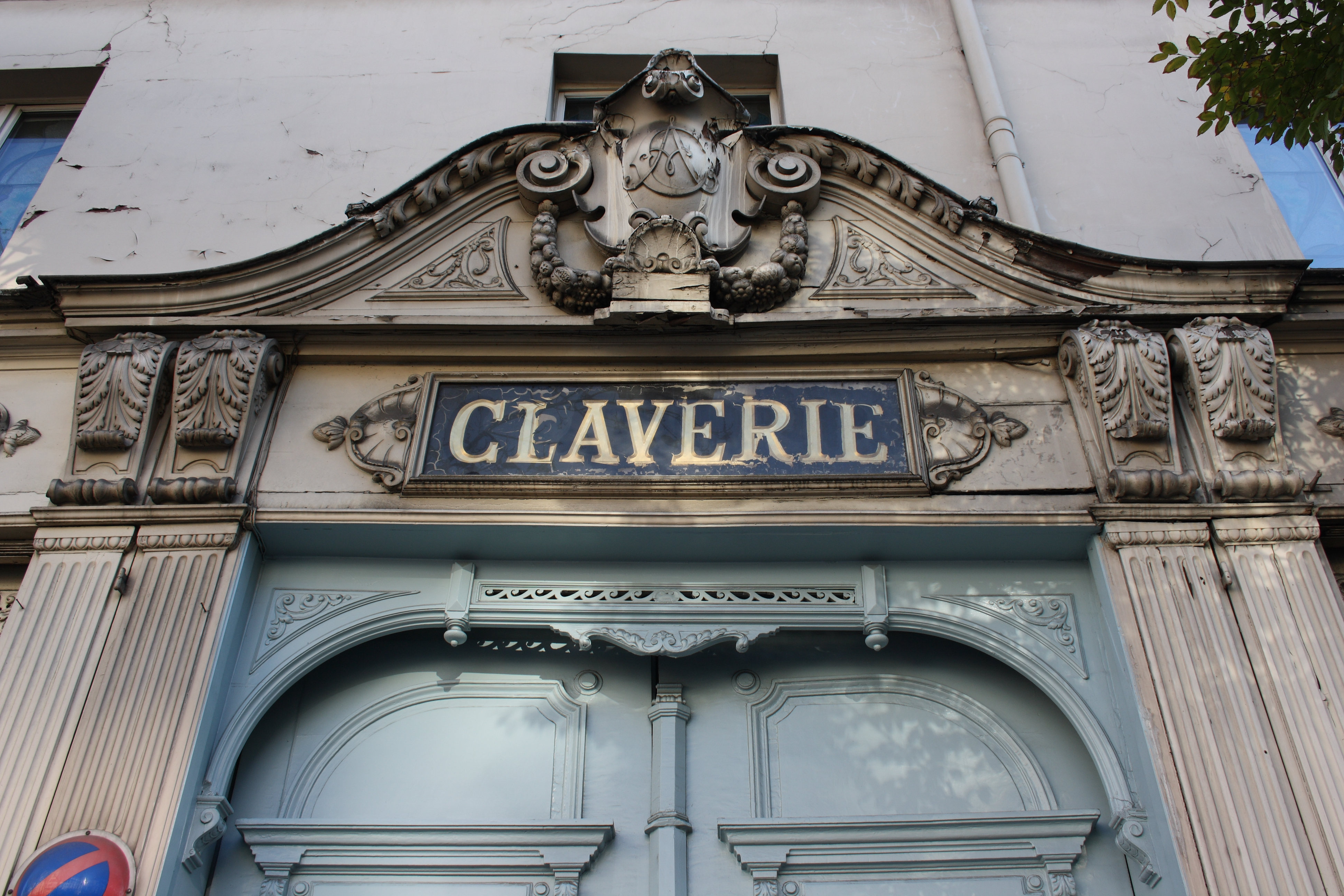
Enseigne des Corsets A. Claverie au-dessus la porte cochère.

La boutique, de style éclectique, propre au Second Empire, est dans un état de conservation remarquable et n'a apparemment ni souffert des transformations haussmanniennes, ni des combats de la Commune. Elle fut entre autres fréquentée par Joséphine Baker, Mistinguett et Arletty.
D'une grande renommée en son temps, la fabrique s'est développée avec des succursales à Bordeaux, Bruxelles, Nantes, dans les colonies françaises et les comptoirs en Afrique du Nord.
Aujourd’hui, la façade de la boutique d'origine existe toujours : située rue du Faubourg-Saint-Martin à Paris, on y trouve encore de la lingerie classique (Mademoiselle Claverie), et jusqu'il y a peu des articles orthopédiques comme les « gainant ». Cette partie des anciennes boutiques parisiennes de Claverie a récemment été investie par une épicerie culturelle (La Botike Belge), qui l'a intégralement rénovée en respectant son cachet. 
Le décor est resté quasiment intact depuis la fondation en 1860 : vitraux, escalier monumental en acajou, comptoirs, lustres en bronze doré. Derrière les battants de la porte cochère, se trouve une cour d’immeuble plantée d'une végétation luxuriante.
Ce décor a servi au tournage de plusieurs films, dont Le Viager, avec Michel Serrault, Michel Galabru et Claude Brasseur, et est décrit dans le roman L'Institutrice de Claire Chazal. Dans le téléfilm adapté du roman, la boutique avait été transformée en magasin de confection masculine.

## Classement de la boutique
Les parties suivantes de l'immeuble sont classées monument historique : 
- la porte cochère et son fronton ;

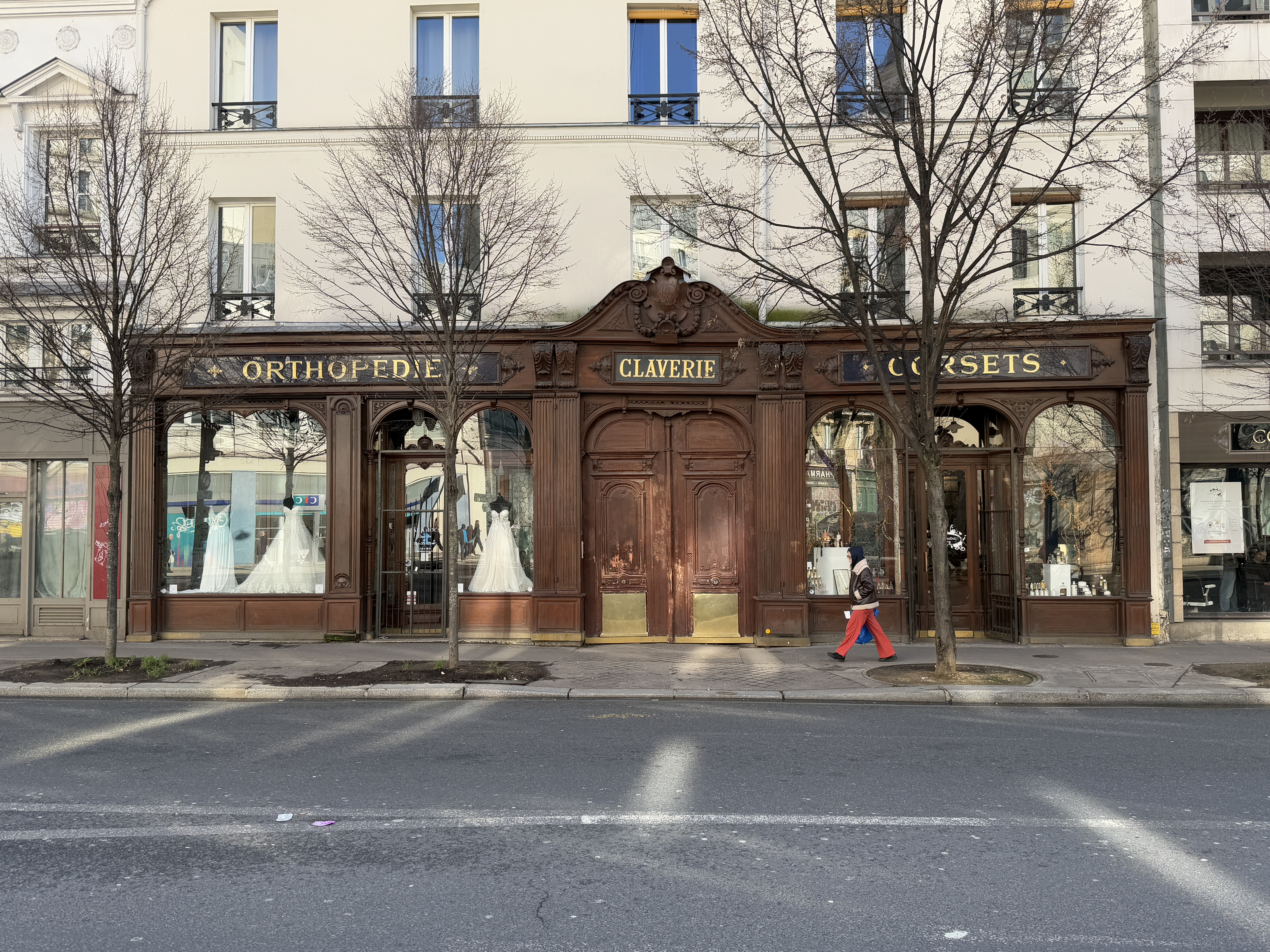
La façade en février 2025.

- l'escalier et sa cage desservant l'immeuble, sur la rue du Faubourg-Saint-Martin ;
- la façade et l'intérieur des deux boutiques du rez-de-chaussée avec leur décor porté et leurs vitraux situés dans ledit immeuble.

Tous ses éléments ont été inscrits à l'inventaire des Monuments historiques depuis le 29 juin 2011.
Les façades et vitraux sont restaurés au printemps 2016.

## Histoire des corsets Claverie

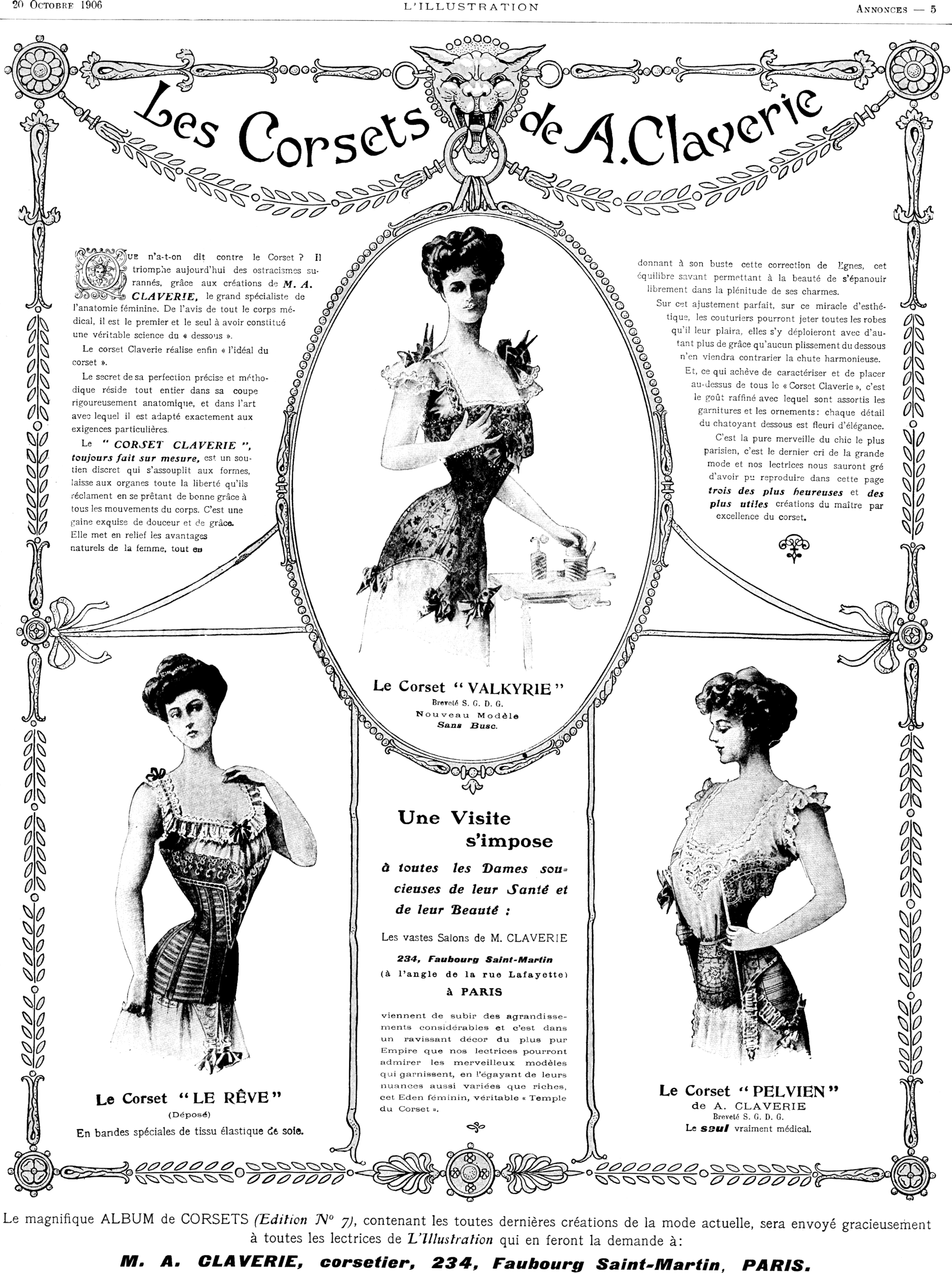
Publicité des « Corsets de A. Claverie » parue dans L'Illustration (vers 1900).

Auguste Claverie créa entre autres, le corset « le Rêve », construit en un tissu élastique qui le rendait très solide et très souple. La taille était prise par une bande de fine toile de lin brochée, appelée batiste, qui formait une ceinture.
Extrait d'une publicité parue dans L'Illustration au tout début du XXe siècle :
Le corset Claverie réalise enfin « l'idéal du corset ».

« Que n'a-t-on dit contre le Corset ? Il triomphe aujourd'hui des ostracismes surannés, grâce aux créations de M. A. Claverie, le grand spécialiste de l'anatomie féminine. De l'avis de tout le corps médical, il est le premier et le seul à avoir constitué une véritable science du « dessous ».

Le secret de sa perfection précise et méthodique réside tout entier dans sa coupe rigoureusement anatomique, et dans l'art avec lequel il est adapté exactement aux exigences particulières. Le « Corset Claverie », toujours fait sur mesure, est un soutien discret qui s'assouplit aux formes, laisse aux organes toute la liberté qu'ils réclament en se prêtant de bonne grâce à tous les mouvements du corps. C'est une graine exquise de douceur et de grâce. Elle met en relief les avantages naturels de la femme, tout en donnant à son buste cette correction de lignes, cet équilibre savant permettant à la beauté de s'épanouir librement dans la plénitude de ses charmes. Sur cet ajustement parfait, sur ce miracle d'esthétique, les couturiers pourront jeter toutes les robes qu'il leur plaira, elles s'y déploieront avec d'autant plus de grâce qu'aucun plissement du dessous n'en viendra contrarier la chute harmonieuse. Et, ce qui achève de caractériser et de placer au-dessus de tous le « Corset Claverie », c'est le goût raffiné avec lequel sont assortis les garnitures et les ornements : chaque détail du chatoyant dessous est fleuri d'élégance. C'est la pure merveille du chic le plus parisien, c'est le dernier cri de la grande mode et nos lectrices nous sauront gré d'avoir pu reproduire dans cette page trois des plus heureuses et des plus utiles créations du maître par excellence du corset.

Une visite s'impose à toutes les Dames soucieuses de leur Santé et de leur Beauté : Les vastes Salons de M. Claverie 234, Faubourg Saint-Martin (à l'angle de la rue Lafayette) à Paris viennent de subir des agrandissements considérables et c'est dans un ravissant décor du plus pur Empire que nos lectrices pourront admirer les merveilleux modèles qui garnissent, en l'égayant de leurs nuances aussi variées que riches, cet Éden féminin, véritable « Temple du Corset ».

Le magnifique album de corsets (Édition IV°), contenant les toutes dernières créations de la mode actuelle, sera envoyé gracieusement à toutes les lectrices de L'Illustration qui en feront la demande à : M. A. Claverie, corsetier, 234, Faubourg Saint-Martin, Paris. »